# NGC 4681
NGC 4681 este o galaxie spirală situată în constelația Centaurul. A fost descoperită în 15 martie 1836 de către John Herschel. Se află la o distanță de 60,83 de megaparseci de Pământ.